# 牧光二
牧 光二（まき こうじ、1973年2月10日 - ）は、日本中央競馬会 (JRA) ・美浦トレーニングセンターに所属している調教師。大分県出身。大分県立大分商業高等学校、中央大学卒。

## 来歴
父の勧めで馬術を始め、大分県衛藤乗馬学校に通い始める。1991年には馬術の功績を讃えられ、大分県から県民栄誉賞を贈られた。中央大学在学中にはオーストリアで開催された世界学生馬術選手権大会に出場した。
1998年、4月よりJRA競馬学校厩務員課程に入学する。
1998年、10月から美浦・増沢末夫厩舎所属の厩務員となり、12月に美浦・宗像義忠厩舎に移籍して調教助手に転向し、バランスオブゲーム等の調教を担当した。
2005年、上原博之厩舎に移籍。
2008年、2月にJRA調教師免許試験に合格したことが発表され、3月1日付で調教師免許を取得した。
2010年、管理馬アニメイトバイオでローズステークスを制し重賞初制覇。
2013年、管理馬レモンチャンで勝利し、JRA通算100勝を達成。
2017年、管理馬リゾネーターで勝利し、JRA通算200勝を達成。
2022年、管理馬ハンデンリリーで勝利し、JRA通算300勝を達成。
2023年、管理馬ミトノオーで兵庫チャンピオンシップを制し、交流重賞競走を初制覇。

## 調教師成績
|            | 日付           | 競馬場・開催  | 競走名       | 馬名               | 頭数 | 人気 | 着順 |
| ---------- | -------------- | ------------- | ------------ | ------------------ | ---- | ---- | ---- |
| 初出走     | 2008年12月6日  | 5回中山1日1R  | 2歳未勝利    | トゥーフォータイム | 16   | 12   | 14   |
| 初勝利     | 2009年1月17日  | 1回中京3日7R  | 4歳上500万下 | デュカス           | 16   | 6    | 1    |
| 重賞初出走 | 2009年9月6日   | 3回新潟8日11R | 新潟2歳S     | ハーティンハート   | 18   | 9    | 6    |
| 重賞初勝利 | 2010年9月19日  | 4回阪神3日10R | ローズS      | アニメイトバイオ   | 12   | 4    | 1    |
| GI初出走   | 2009年12月13日 | 5回阪神4日11R | 阪神JF       | アニメイトバイオ   | 18   | 5    | 2    |

## 主な管理馬

### グレード制重賞優勝馬
- アニメイトバイオ（2010年ローズステークス）
- ミトノオー（2023年兵庫チャンピオンシップ、2024年平安ステークス）

出典:

## 主な厩舎所属者
- 木幡巧也（2016.3.1‐。騎手）